# Тоннегу
Тоннегу, або район Тонне(кор. кор. 동래구?, 東萊 區?) — муніципальний округ (гу) в північно-центральній частині центру міської агломерації Пусан (Республіки Корея). У Тоннегу знаходиться фортеця Тоннеїпсон.